# ハインツ・リンゲ

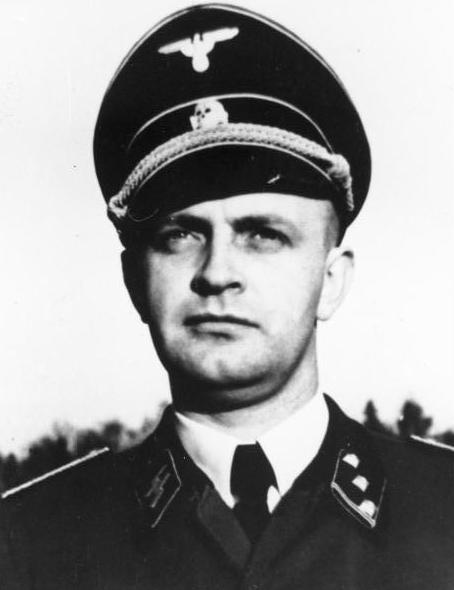
1935年、親衛隊大尉時のハインツ・リンゲ

ハインツ・リンゲ（Heinz Linge、1913年3月23日 – 1980年3月9日）は、ナチス・ドイツ総統アドルフ・ヒトラーの個人的従卒。親衛隊（SS）の隊員であり、最終階級は親衛隊中佐（SS-Obersturmbannführer）。

## 略歴
ブレーメン出身。煉瓦職人をしていた。
1932年に国家社会主義ドイツ労働者党（ナチス党）に入党（党員番号1.260.490）。また親衛隊にも入隊（隊員番号35.795）。
1933年、ヨーゼフ・ディートリヒにより117人のヒトラーのボディーガードである総統警護隊の一人に選ばれた。彼はベルリンの総統官邸、ベルヒテスガーデン、ケントシンのヴォルフスシャンツェ、総統地下壕などヒトラーの住居となる場所でヒトラーの従卒をしていた。ベルリンの戦いの最中のヒトラーの最期の瞬間の目撃者の一人でもある。自殺したヒトラーの遺体を焼いた人物の一人でもある。
敗戦後、ソ連軍の捕虜となる。ヒトラーの死についての尋問を受けた。その後、ソ連から25年の強制労働刑に処されたが、1955年には西ドイツへ送還された。
1980年に故郷のブレーメンで死去。

## 関連
- ハンス・ヘルマン・ユンゲ - 同じくヒトラーの従卒。リンゲとユンゲは、2日ごとに交代でヒトラーの世話をしていた。